# Teatro Juárez (Nuevo León)

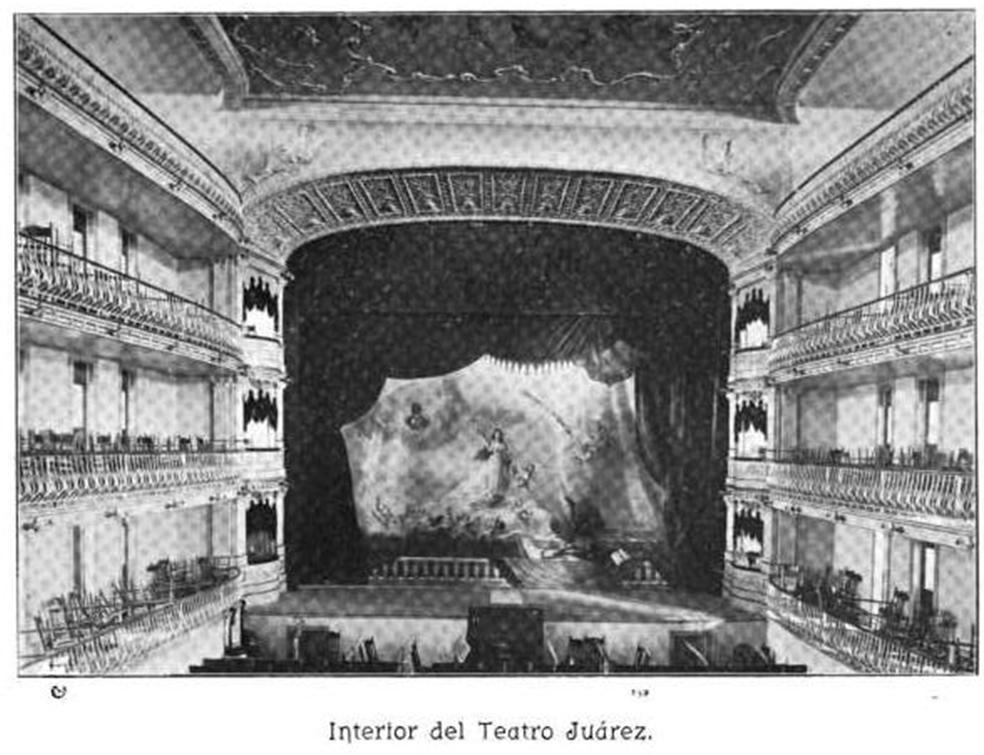
Teatro Juárez

El Teatro Juarez estaba ubicado sobre las calles Allende y Escobedo. Fue construido por iniciativa de los señores Juan Chapa Gómez y Miguel Quiroga durante el gobierno de Bernardo Reyes  el cual les otorgó una exención de contribuciones durante 10 años por el capital que se invirtiera en el edificio. La inauguración fue el 15 de septiembre de 1898 por la compañía de opera y zarzuela de Soledad Goyzueta con la opera La Traviata. Durante casi 10 años, este lugar fue sede de una gran cantidad de espectáculos hasta que el 1 de marzo de 1909 fue consumido por un incendio.

## Historia
El teatro Juárez es antecesor del teatro Progreso, el cual se incendió en 1896. Tras su pérdida el periódico El Espectador ejerció una fuerte campaña para que se construyera un nuevo teatro en la ciudad hasta que en enero de 1898 Bernardo Reyes concedió a los señores Chapa Gómez y Miguel Quiroga una exención de contribuciones durante 10 años por la construcción de un edificio para el teatro. Fue inaugurado el 15 de septiembre de septiembre de 1898 con la presentación de la opera La Traviata interpretada por el tenor José Vigil y Robles y la soprano Soledad Goizueta. Se dice que esta primera obra no tuvo mucha afluencia debido a los rumores sobre una mala construcción del edificio.
El teatro fue construido en su mayoría de madera y contaba con mil seiscientas localidades que incluían veinte plateas, veinticinco palcos de primera y veinticinco palcos de segunda. Su escenario medía doncelluecas metros de longitud por diez metros de latitud y contaba con veinte camerinos ,dos salones para coristas y bodegas para inmuebles. Además contaba con la característica de que las butacas podían ser retiradas para que el lugar pudiera ser usado para albergar eventos sociales como fue el banquete ofrecido al presidente Porfirio Díaz en 1898.
Durante los diez años con siete meses que hubo actividad en el lugar, se presentaron grandes obras y artistas, entre ellas la actriz Virginia Fábregas , así como María Guerrero quien inició su temporada con El vergonzoso en palacio, de Tirso de Molina. Así también se presentó la Compañía Cómica Dramática Española de Francisco Fuentes, la Compañía Dramática de Alfonso Calvo y Delia Palmera, la Compañía de Elisa de la Meza, la de Joaquin Cross , la Consuelo López de Lozano y Tina de Lorenzo. Por su parte algunas de las compañías opera que actuaron en el escenario de Juárez fueron las de Augusto Azzali en septiembre de 1903, la de Luisa Tetrazzini en junio de 1905, la Lombardi en 1906 y 1907 entre algunas otras. 

Se dice que fue una época con gran afluencia en el Teatro Juárez, José P. Saldaña cuenta que:Biblioteca de las artes de Nuevo León.
 no había compañía artística que no visitara Monterrey. Durante ese periodo hubo representaciones casi todos los días especialmente de operetas, zarzuelas, drama y comedia. Existía una afición entusiasta y entendida.

## Banquete a Porfirio Díaz

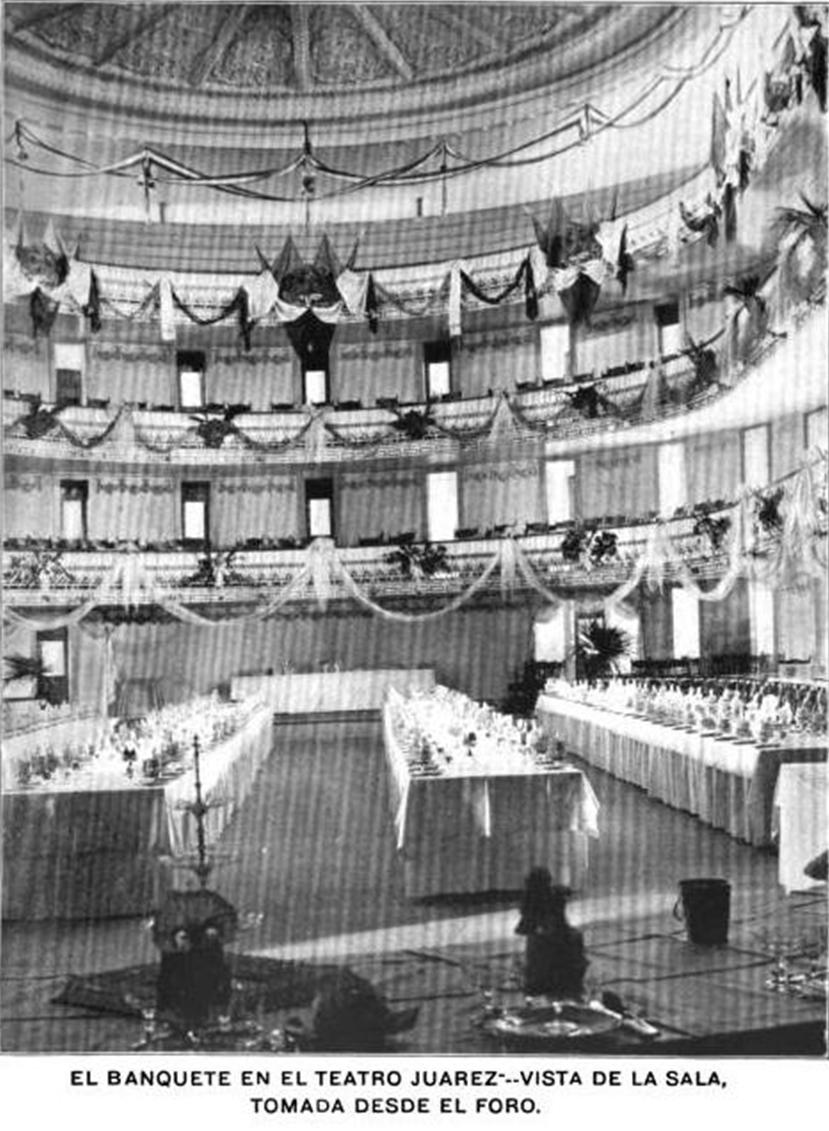
Banquete en Teatro Juárez

El presidente Porfirio Díaz visitó Monterrey del 19 al 23 de diciembre de 1898; llegó acompañado de los ministros de Hacienda, de Justicia, de Comunicaciones y Obras Públicas, de Gobernación, del Jefe del Estado Mayor Presidencial, del General de División, entre otros funcionarios. Esta fue la única visita que el presidente hizo en la ciudad y gracias a la facilidad de remover la butacas, se hizo uso del Teatro Juárez como sede de un banquete en el que se reunieron ensayistas, literarios, oradores y una gran parte de la familia cultural regiomontana.